# ルカーシュ・マレチェク
ルカーシュ・マレチェク（チェコ語: Lukáš Mareček, 1990年4月17日 - ）は、チェコ・南モラヴィア州イヴァンチツェ出身の同国代表サッカー選手。FKテプリツェ所属。ポジションはMF。

## 経歴

### クラブ
1999年に地元クラブの1.FCブルノのユースチームに所属し、2008年1月にトップチームに昇格した。2008年2月27日、FCヴィクトリア・プルゼニ戦でデビューを果たした。ここで3シーズンで50試合に出場した。
2010年1月、ベルギーのRSCアンデルレヒトに移籍した。契約期間は4年半。移籍金額は公表されていない。2012-13シーズン前半はエールディヴィジのSCヘーレンフェーンでプレーした。
2013年8月15日、ACスパルタ・プラハと3年間の契約を交わし母国に復帰した。

### 代表
チェコU-20代表としてUEFA U-19欧州選手権2008、2009 FIFA U-20ワールドカップに出場した。

## 所属クラブ
- 1.FCブルノ 2007-2010
- RSCアンデルレヒト 2010.1-2013

→  SCヘーレンフェーン 2012-2013 (loan)
- ACスパルタ・プラハ 2013-2018
- スポルティング・ロケレン 2018-2020
- FKテプリツェ 2020-